# Ryōgoku Kokugikan
 (avril 2025).
Si vous disposez d'ouvrages ou d'articles de référence ou si vous connaissez des sites web de qualité traitant du thème abordé ici, merci de compléter l'article en donnant les références utiles à sa vérifiabilité et en les liant à la section « Notes et références ».
Ryōgoku Kokugikan (両国国技館, littéralement « hall du sport national de Ryōgoku ») est un centre sportif polyvalent, situé dans l'arrondissement Sumida, à Tokyo, au Japon.

## Description
Sa capacité est de 11 000 personnes. Il accueille principalement les tournois de sumo de Tōkyō en janvier, mai et septembre, mais aussi des combats de catch, entre autres ceux de la New Japan Pro-Wrestling. 
On y trouve également le musée du sumo (相撲博物館, sumō hakubutsukan)

## Histoire
Une première salle est construite à Ryōgoku en 1909. Le lieu est cependant réquisitionné par l'armée japonaise pendant la seconde guerre mondiale, puis par les forces d’occupations américaines. De 1950 à 1984, les tournois de sumo à Tokyo ont alors lieu au Kuramae Kokugikan (蔵前国技館) dans l'arrondissement Taitō-ku, sur l'autre rive de la Sumida-gawa, plus au nord.
Le Ryōgoku Kokugikan actuel est inauguré en 1984.

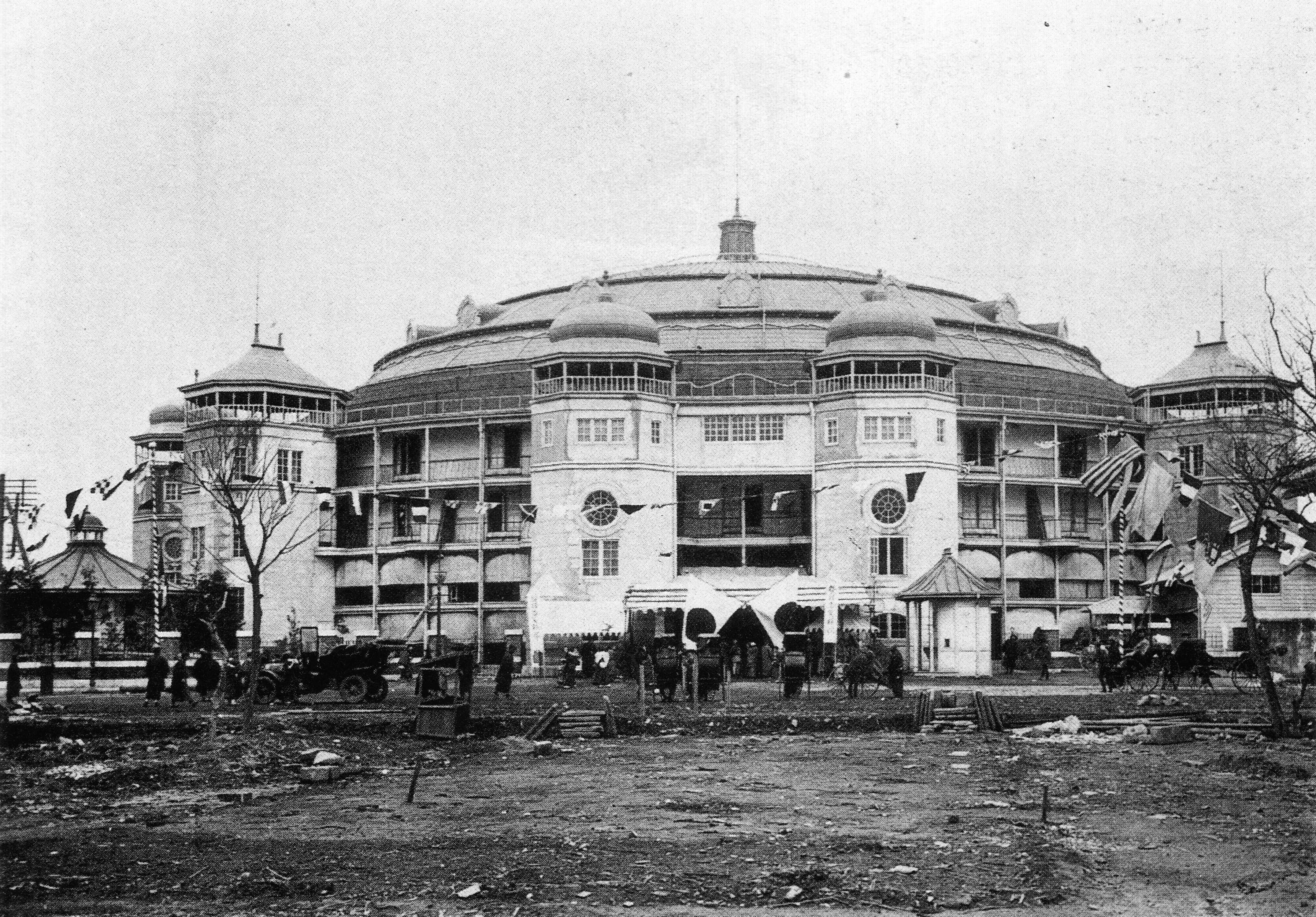
Le Kokugikan en 1909.
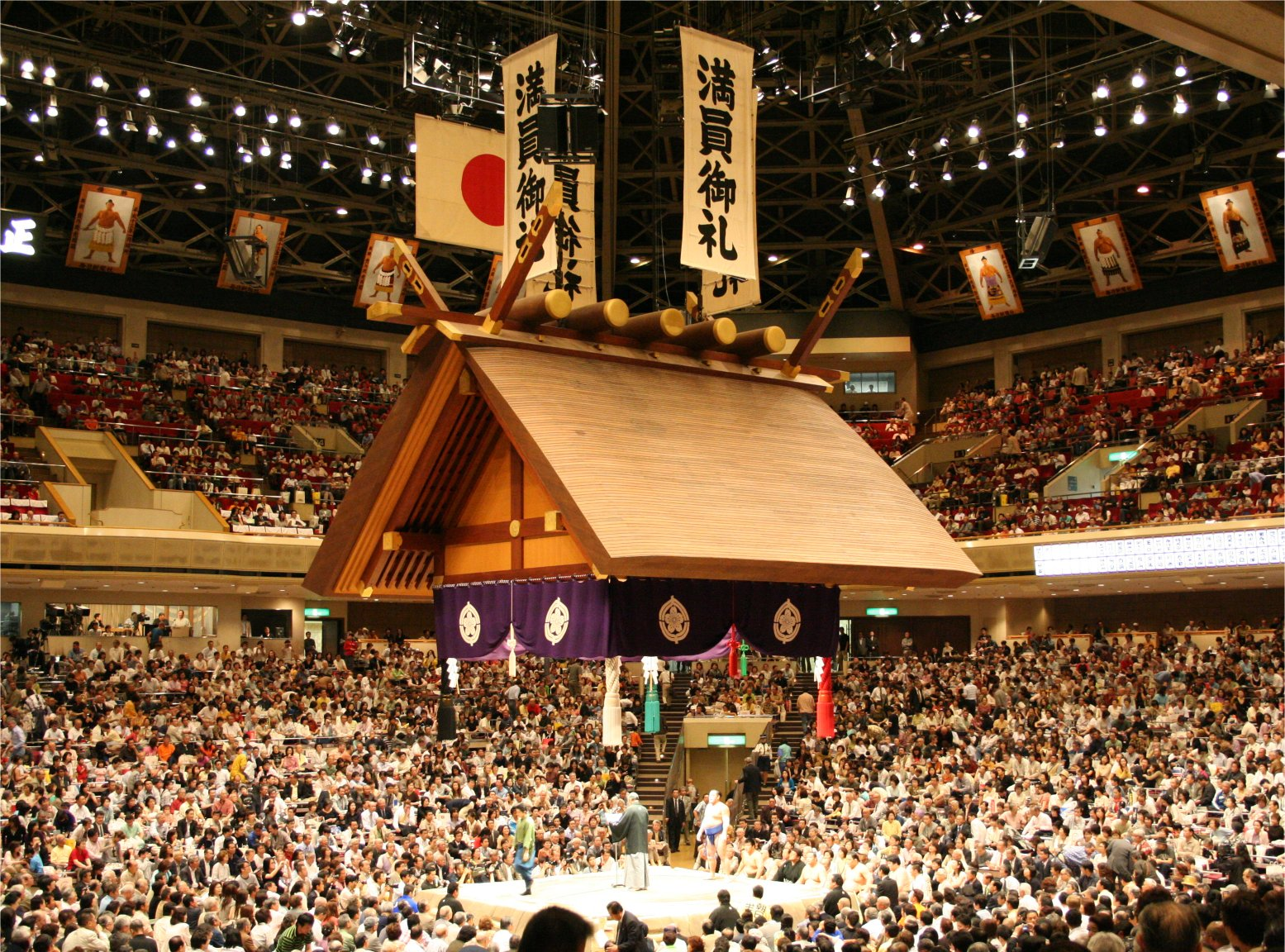
Intérieur lors d'un tournoi de sumo.
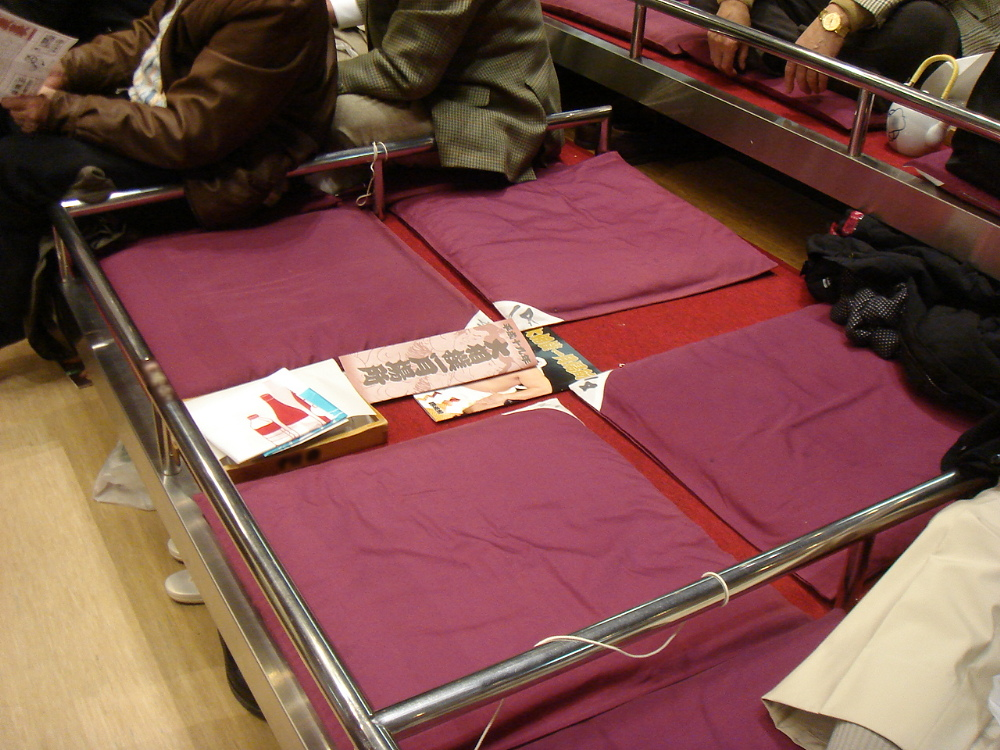
Box pour les spectateurs.
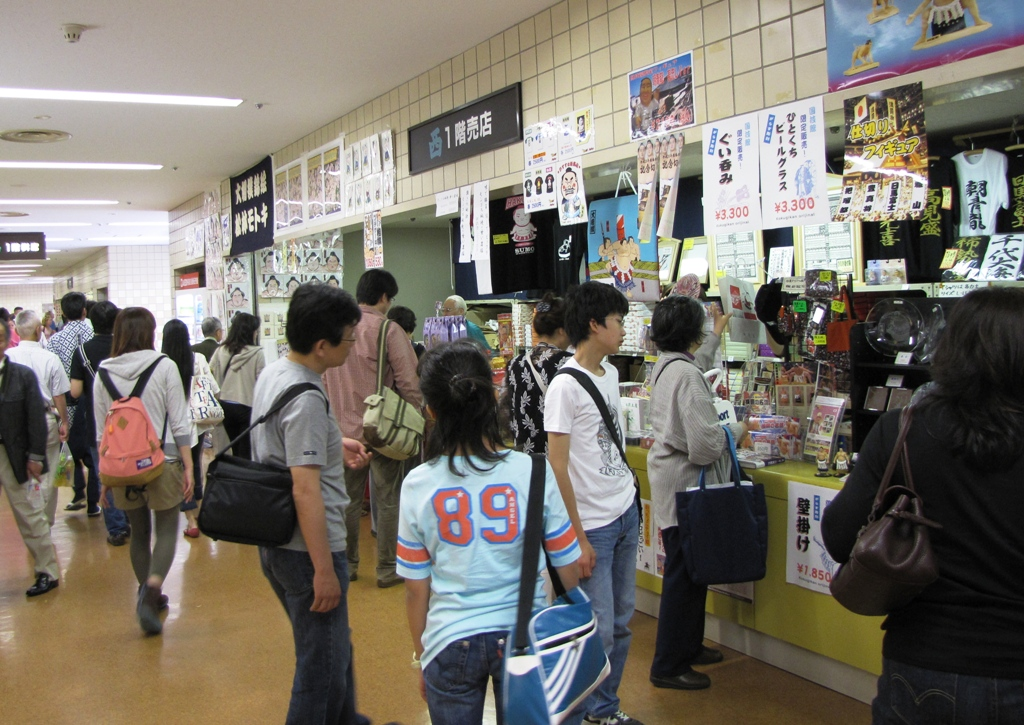
Point de vente de produits dérivés.
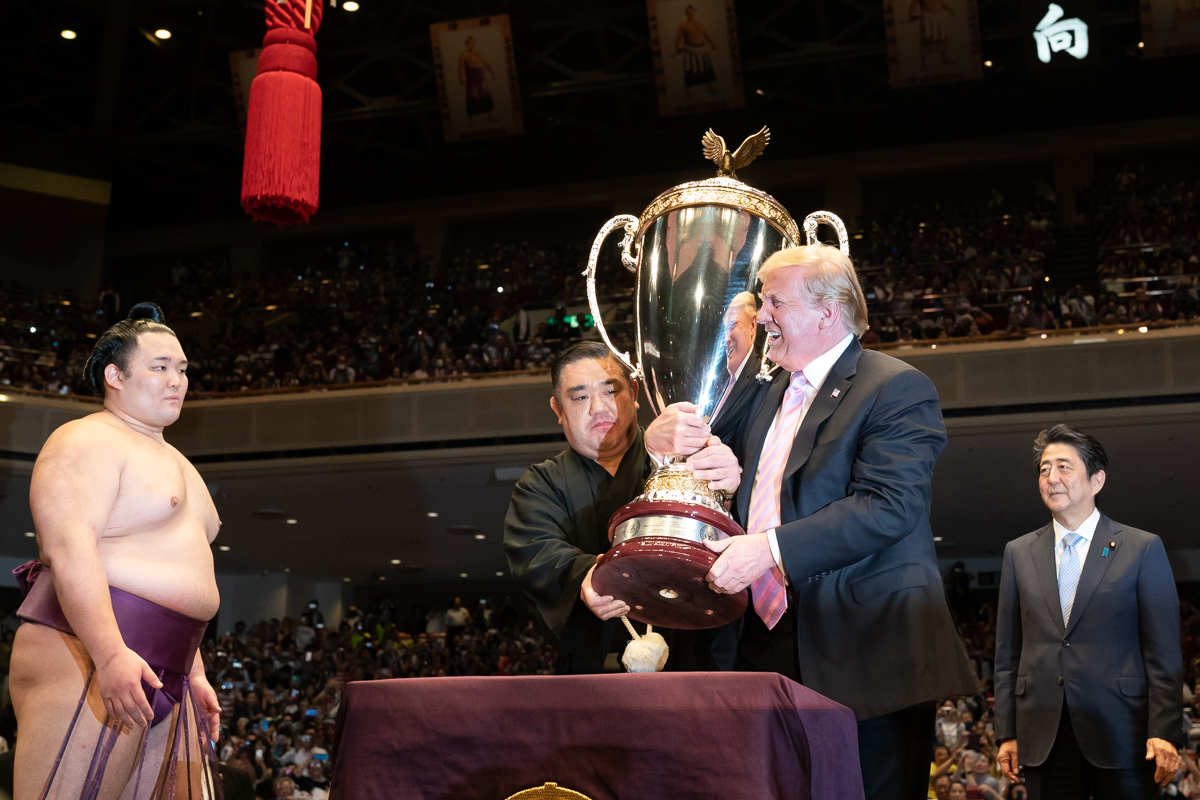
President Donald J. Trump.